# Heliconius lilianae
Heliconius lilianae är en fjärilsart som beskrevs av Le Moult. Heliconius lilianae ingår i släktet Heliconius och familjen praktfjärilar. Inga underarter finns listade i Catalogue of Life.